# Бассіано
Бассіано (італ. Bassiano) — муніципалітет в Італії, у регіоні Лаціо,  провінція Латина.
Бассіано розташоване на відстані близько 60 км на південний схід від Рима, 15 км на північний схід від Латини.
Населення — 1610 осіб (2014).
Покровитель — Sant'Erasmo.

## Демографія
Населення за роками:

Станом на 1 січня 2023 року в муніципалітеті офіційно проживали 54 іноземці з 18 країн, серед них 32 громадяни країн Євросоюзу.

## Сусідні муніципалітети
- Карпінето-Романо
- Норма
- Сермонета
- Сецце